# Порто Мантовано
По̀рто Мантова̀но (на италиански: Porto Mantovano, на местен диалект: Port Mantuan, Порт Мантуан) е град и община в Северна Италия, провинция Мантуа, регион Ломбардия. Разположен е на 29 m надморска височина. Населението на общината е 16 323 души (към 2014 г.).